# گوگل فیت
گوگل فیت یک پلت فرم اطلاعات سلامتی است که توسط گوگل برای سیستم عامل اندروید ساخته شده‌است. گوگل فیت از سنسورهای موجود در دستگاه تلفن همراه برای ثبت فعالیتهای تناسب اندام (مانند پیاده‌روی یا دوچرخه سواری) استفاده می‌کند که بر اساس اهداف تناسب اندام کاربر است که برای ارائه یک تصویر جامع از تناسب اندام آنها اندازه‌گیری می‌کند. شرکت‌هایی که سهیم در این برنامه هستند عبارت است از ال جی، اچ تی سی، ویتینگز، موتورولا، رانتستیک و ران کیپر. کاربران می‌توانند اطلاعات مربوط به تناسب اندام خود را انتخاب کنند برای اشتراک گذاری آنها و همچنین این اطلاعات را در هر زمان که خواستند حذف کنند.